# Campinápolis
Campinápolis este un oraș în Mato Grosso (MT), Brazilia.